# Tritheledon
Tritheledon — викопний рід цинодонтів, що мешкав у нижній юрі. Скам'янілості були знайдені в формації Елліот, Південна Африка. Як і всі цинодонти, він мав багато рис, спільних з ссавцями. Трителедонти, ймовірно, були комахоїдними та нічними тваринами.